# Mariano IV de Arborea
Mariano IV de Arborea (llamado el Grande, cuyo título completo es Mariano IV de Arborea, vizconde de Bas-Serra) (Oristán, 1329 -Oristán, 1376) fue el juez de Arborea desde 1347 hasta su muerte. Fue, como indica su mote, el mayor soberano de Arborea. Fue un legislador y un guerrero cuyo reino vio el comienzo de la codificación en masa de las leyes de sus dominios y de enfrentamientos bélicos continuos con la república de Pisa y la Corona de Aragón. También fue un hombre religioso, conectado con Catalina de Siena. Fue, en pocas palabras, un sabio legislador, hábil político y un valiente guerrero.

## Historia política
Los lazos políticos que unieron a los Arborea con la Corona de Aragón eran particulares, fruto de la síntesis en común de dos hechos: principalmente la licentia invadendi del papa Bonifacio VIII a Jaime II de Aragón, quien de hecho le daba el título de rey en Cerdeña, cuando en la isla había otros dominios y señoríos asentados (el Juzgado de Arborea, el señorío pisano en el territorio de la Gallura y el Juzgado de Cagliari, posesiones de los Doria en la zona septentrional de la isla y la comuna libre de Sácer). En segundo lugar, el hecho de que los Arborea pidieran la colaboración de Aragón para ganar la resistencia militar pisana residual en el Juzgado de Cagliari. Por lo tanto, había un cierto malentendido histórico y político, que hizo que por un lado los Arborea vieran a Aragón como simple aliado militar, el cual podría ayudar en la conquista residual de Cerdeña en detrimento de Pisa y Génova; mientras que Aragón vio a los Arborea como feudatarios para someter, tras haber ganado a las potentes repúblicas marinas. Lo que contribuyó a este malentendido era la diversa visión del poder entre las dos casas: por un lado Aragón estaba típicamente ligado al poder feudal de tipo europeo, mientras que en Cerdeña el feudalismo ya no existía, y por tanto los Arborea no lo reconocieron.
Inicialmente Hugo II consideró someter a todos los feudos con los que Jaime II quería aliarse, pero esto era sólo un modo de evitar la guerra directa. Nunca un Juzgado podái sentirse subordinado al reino de Aragón.
El rey de Aragón intentó de varias formas tener como aliada a los Arborea, de Jaime II a Alfonso IV y Pedro IV, intentaron por todas las vías posibles garantizar la fidelidad de los jueces de Arborea. Por tal razón los aragoneses atribuyeron el rango de soberano al juez de Arborea y a sus hijos, unieron lazos de parentesco con matrimonios, los tuvieron en la corte y les otorgaron varios títulos de baroniales. El principal título otorgado a Hugo II fue el de vizconde de Bas (teniendo en cuenta que el título de vizconde se encontraba en lo alto de la nobleza catalana, después del soberano, quien era de hecho un conde). Los hijos de los Arborea, en las ceremonias de la corte, eran considerados casi por detrás de los infantes de Aragón. Pero estas concesiones no transformaban a los Arborea en riccos homines, es decir, en barones vasallos del rey de Aragón. Para acentuar la fractura lantente entre el concepto de vasallaje en la mente del soberano aragonés y la idea de juzgado libre que tenían los Arborea, estaba el hecho en la misma corte en Aragón, los hijos del juez no tenían ningún título porque para el juez cualquier título baronial habría sido un estatus inferior al del mismo juez. En todo caso, los lazos, además de parentales, entre Aragón y Arborea eran significativos, por otra parte era asidua la presencia de los cadetes de los Arborea en torno a la corte aragonesa. El mismo Mariano IV de Arborea, segundo hijo del juez Hugo II de Arborea, Vizconde de Bas, se educó, por deseo de su padre, en la corte de Alfonso IV.

## Sus inicios
Mariano IV de Arborea nació en 1347 en Oristán, siendo el segundo hijo del juez Hugo II de Arborea, vizconde de Bas. Se educó, por deseo de su padre, en la corte de Alfonso IV de Aragón; por lo que vivió muchos años en Barcelona. 
Participó activamente en la coronación de Pedro IV el Ceremonioso (hijo de Alfonso IV) en 1336, pero a la muerte de su padre, avenida ese mismo año, volvió a Oristán. También en el mismo año, todavía en Barcelona se casó con la noble catalana Timbora de Rocabertí, hija del vizconde Dálmata IV de Rocabertí y Beatriz de Serrallonga (baronesa de Cabrenys, la cual todavía vivía en 1361). Con ella tuvo cuatro hijos: Hugo, Leonor, Beatriz y un niño muerto prematuramente en 1346.

## Conde de Marmilla y del Goceano
En 1339 al donnichello Mariano le fue reconocido por parte de Pedro de Aragón el título de Vizconde de Bas, conde de la Marmilla y del Goceano (territorio que comprendía la custodia de Dore con Orotelli, Nuoro, Ottana, Sarule más la antigua de Anela). Estas posesiones (extra Judicatum) restituyeron de hecho a Mariano vasallo del rey de Cerdeña y Córcega. Tal aportación se evidenció también exteriormente, tanto que en su insignia personal eran representadas sobre el árbol clareado, los postes catalanes.
Cuando era conde del Goceano y no ostentaba todavía el título de judex, con un hábil movimiento político repobló el pueblo de Castel di Goceano (llamado ahora Burgos) y restauró el antiguo castillo (hoy en día en buen estado de conservación y visitable), en defensa de la defensa norte del Juzgado. En su territorio, como conde, se esforzó en sacar rendimiento a la agricultura. Esto resultó fundamental en el sucesivo decenio de guerra y por la recuperación económica de todo el juzgado, que desembocaba en un estado de crisis a causa de la guerra contra Pisa. Durante este periodo surgió una primera serie de leyes escritas, qhe principalmente regularizaban la ganadería y la agricultura, con la intención de mejorar la productividad, y en parte ya se trató un pilar originario de derecho penal, el cual luego evolucionará en la Carta de Logu, el conjunto de normas, a menudo erróneamente atribuido a la hija Leonor de Arborea.

## Juez de Arborea
En 1347, a la muerte de su hermano Pedro III (sin hijos) fue coronado Juez de Arborea. Una de sus primeras acciones fue repoblar la ciudad de Goceano, reconstruir el castillo que allí había y plantar un florido jardín.
El 11 de septiembre de 1349, cuando volvió a la isla, Pedro IV de Aragón le otorgó el vizcondado de Bas (en Cataluña) y los condados de Goceano (en Cerdeña) y Marmilla (en Cerdeña).
En 1347 los Doria se rebelaron, derrotaron a los catalanes en la batalla de Aidu de Turdu y ocuparon Bonorva. Esto desató una larga guerra entre Aragón y Génova, pero al principio los Doria no pudieron aventajarse de su victoria.
A pesar de haber mantenido durante más de cincuenta años la alianza con la Corona de Aragón conforme a la línea diplomática heredada de su padre, Mariano se dio cuenta de que la política de Pedro IV pretendía la anexión de Cerdeña y, tras la conquista de Alguer (en 1353) por parte de los aragoneses, rompió las relaciones con ellos, durante la guerra venecianogenovesa. Se alió con los genoveses y los Doria (en guerra en el norte de la isla), entonces en guerra con Aragón, y se convirtió en enemigo de Pisa y Aragón. Esto desencadenó inexorablemente un conflicto destinado a durar hasta 1410 cuando, con la capitulación de Oristán, terminó la existencia del juzgado.
La primera directiva de Mariano fue contra Gerard Gherardeschi, vasallo pisano leal de Aragón. Atacó Castel di Castro (la ciudad de Caller) desde el sur, pero fue rechazado. Inició un asedio hasta que sus aliados los Doria pudieran atacar desde el norte, quienes lo consiguieron, y tomaron Alguer. Sus armadas resultaron exitosas en el campo y consiguieron expulsar a los aragoneses de cada reducto de la isla, salvo la fortaleza de Castel di Castro. Amenazó incluso a Sácer en 1354. Más tarde ese año, Pedro IV (Pedro el Ceremonioso) desembarcó en la isla en el Nulauro, la región de Alguer. Mariano inició rápidamente una lucha de guerrillas y emboscadas contra las tropas reales, pero Bernardo II de Cabrera derrotó a los alzados en la batalla naval de Quart, y fue a finales de 1355 cuando se firmó la paz de San Luri, por la cual Mariano renunciaba a Alguer. Esta paz duró dos años, durante los cuales Mariano reforzó sus armadas y sus territorios progresaron favorablemente en temas económicos. Además, las leyes se recopilaron por escrito (antes eran orales).
Mariano mientras tanto acumulaba grandes recursos financieros con la adquisición y la acumulación del grano en el mercado mediterráneo y la sucesiva reventa, caracterizada por grandes márgenes de beneficios, durante los periodos de escasez.
En 1355 se retomó la guerra. El Papa Urbano V confirmó la posesión arboreana de toda la isla salvo Sácer, Alguer y Cáller (las únicas posesiones de Pedro el Ceremonioso). Pedro IV envió una flota bajo el mando de Pedro de Luna para dirigir una armada aragonesa dentro de Arobrea, eludiendo otras fortificacioens para asaltar Oristán. Las tropas aragonesas fueron atrapadas por las armadas arboreanas dirigidas por Mariano y su hijo, el futuro Hugo III de Arborea. En 1368, Mariano finalmente ocupó Sácer.
En conclusión, obligó a los aragoneses a retirarse de todo el territorio de la isla, a excepción de las inexpugnables fortalezas de Castel Di Castro (Cáller) y la ciudad de Alguer.
Mariano se empeñó también en la función de legislador: el códice rural, retomado enseguida por su hija Leonor (bajo la guía del importante funcionario judicial de la familia Mameli) e integrado en la famosa Carta de Logu, con el intento de desarrollar la producción agrícola moderna. Asimismo, se relaciona con grandes personajes de su época como Santa Catalina de Siena. Su sueño fue sin embargo truncado con la muerte avenida en 1376 a causa de la peste de la que, al inicio del siglo XV en el momento de máxima fuerza del juzgado, morirá también su hija Leonor.

## Hijos
Con su mujer Timbora tuvo cuatro hijos:
- Hugo III de Arborea: su sucesor
- Leonor de Arborea: la sucesora de su hijo
- Beatriz: casada en 1363 con el vizconde Aimerico VI de Narbona y muerta en 1377
- una hija de nombre desconocido que murió muy joven el 14 de enero de 1343.

Timbora todavía vivía en 1361, y esto es lo último que se sabe de ella.